# Fumiya Ikei
Fumiya Ikei (伊計郁也, Ikei Fumiya), né le 28 septembre 1985 à Préfecture d'Okinawa, est un joueur japonais de basket-ball.

## Palmarès

### Distinctions personnelles
- JBL2 Steal leader (2009-10)

## Statistiques
| Année   | Équipe                   | Matches | Titul. | Min./m. | %tir | %3pts | %l-f | rbds/m. | pass/m. | int/m. | ctr/m. | pts/m. |
| ------- | ------------------------ | ------- | ------ | ------- | ---- | ----- | ---- | ------- | ------- | ------ | ------ | ------ |
| 2010-11 | Akita Northern Happinets | 1       |        | 1.0     | .000 | .000  | .000 | 0.0     | 0.0     | 0.0    | 0.0    | 0.0    |